# Cayetano Freixa
Cayetano Freixa y Puig (Berga, 1812-Barcelona, 1897) fue un militar español.

## Biografía
A los 20 años de edad ingresó en el Ejército con el empleo de subteniente de Infantería y combatió a los carlistas durante la primera guerra carlista, llegando a obtener el empleo de capitán. Se distinguió en las acciones de San Jaime de Frontañá, de Castellar de Nuch y de San Mauricio de la Quart.
En 1843 obtuvo el grado de comandante y en 1844 fue nombrado segundo capitán de la Guardia Civil; sirvió como tal en Teruel, Cataluña y Valladolid. Ascendió en 1853 a primer capitán de la Guardia Civil, con la categoría de comandante de Ejército, y fue destinado a Barcelona.
En 1856 se le concedió el grado de coronel; fue promovido a comandante de la Guardia Civil en 1858, a teniente coronel en 1863, a coronel en 1869, y en 1873 contaba ya con las placas de las reales y militares órdenes de San Hermenegildo y del Mérito Militar y con las encomiendas de la Real y distinguida Orden de Carlos III y de la Real y Americana Orden de Isabel la Católica.
Según Joaquín de Bolós, durante la Primera República, Freixa y otros jefes con mando estuvieron preparando un levantamiento militar en una casa aristocrática de la calle del Carmen de Barcelona, donde se reunían varias veces a la semana. Sin embargo, los demás militares faltarían a su compromiso.
El 22 de julio de 1873 el coronel Freixa salió de Barcelona al frente de 250 guardias civiles de Infantería y 50 de Caballería, con intención de unirse a Don Alfonso de Borbón y de Austria-Este (hermano de Don Carlos), pero la mayor parte de la fuerza retrocedió en el camino al tener conocimiento de lo que se trataba y el coronel Freixa sólo pudo incorporar cinco oficiales y algunos guardias civiles al campo carlista. Este suceso tuvo mucha resonancia y de hecho fue destituido del ejército y declarado traidor a la patria el 23 de julio de 1873 por parte del Gobierno republicano.
Freixa fue ascendido a brigadier y agregado al Estado Mayor de Don Alfonso, con cuyo general en jefe carlista asistió a los combates de Caldas de Montbui, Balsareny, Caserras, Tortellá, Balaguer, Montejurra, Teruel y Cuenca, obteniendo sucesivamente la Gran Cruz Roja de la Real Orden del Mérito Militar y el ascenso a mariscal de campo, el 12 de abril de 1874. En febrero del año siguiente el general Freixa fue nombrado vocal del Consejo Supremo carlista de la Guerra, permaneciendo con dicho cargo ya en el Norte.
Al concluirse la guerra emigró a Francia. Regresó a España el año 1879 y fijó su residencia en Barcelona, donde falleció en 1897.
Su hijo Joaquín Freixa recibió de Carlos VII el título de marqués de la Palma, por La Palma de Cervelló, lugar en el que el coronel Cayetano de Freixa había proclamado a Don Carlos al frente de su Tercio de la Guardia Civil.